# Грудино-ключично-сосцевидная мышца
Груди́но-ключи́чно-сосцеви́дная мы́шца (лат. Musculus sternocleidomastoideus) располагается позади подкожной мышцы шеи. Она представляет собой довольно толстый и слегка уплощённый тяж, который косо спиралеобразно пересекает область шеи от сосцевидного отростка к грудино-ключичному сочленению. Мышца начинается двумя головками: латеральной — от грудинного конца ключицы и медиальной — от передней поверхности рукоятки грудины.
Обе ножки соединяются под острым углом. Пучки медиальной ножки располагаются более поверхностно. Образовавшееся мышечное брюшко направляется вверх и сзади и прикрепляется к сосцевидному отростку височной кости и верхней выйной линии затылочной кости.
Между медиальной и латеральной ножками лат. m. sternocleidomastoidei образуется небольшое углубление — малая надключичная ямка (лат. fossa supraclavicularis minor), а между медиальными ножками левой и правой мышц, над яремной вырезкой грудины, — яремная ямка.

## Классификация
По происхождению относится к производным пятой жаберной (висцеральной) дуги.
По расположению относится к поверхностным мышцам.

## Функция
При одностороннем сокращении мышца производит наклон в свою сторону шейного отдела позвоночного столба. Одновременно происходит поднятие головы с вращением лица в противоположную сторону.
При двустороннем сокращении удерживает голову в вертикальном положении. Также может происходить сгибание шейного отдела позвоночного столба с одновременным поднятием лица. При фиксировании головы возможно поднятие грудной клетки при дыхании (вспомогательная мышца вдоха).
Также собою выполняет защитную функцию общей сонной артерии (левая и правая соответственно попарно), которая пролегает под мышцей.